# John Kovalic
John Kovalic (né le 24 novembre 1962 à Manchester, en Angleterre) est un dessinateur et chef d'entreprise anglo-américain.
Il est principalement connu pour sa série de bande dessinée humoristique Dork Tower, lancée en 1997, et ses illustrations de jeu de rôle et de jeu de plateau. Il a également eu des activités de dessinateur de presse dans le Wisconsin, où il vit.